# Tres destinos
Tres destinos es una telenovela grabada en Puerto Rico, México y Los Ángeles realizada por Telemundo para el mercado hispano de los Estados Unidos en 1993. Sus protagonistas fueron Alejandra Maldonado, Lumi Cavazos, Caridad Ravelo y Osvaldo Ríos, cuenta con las participaciones antagónicas de Rodolfo de Anda e Irma Infante y las actuación estelar de Edgardo Gazcón.

## Trama
La historia de tres mujeres jóvenes que están unidos y separados por el mismo hombre tiene todos los ingredientes habituales: intriga, pasión, venganza, odio, ternura y amor. Tres hermanas, Gabriela, Marcela y Cristina aparecen de repente en la vida de su padre Ramiro Garcés, que solo les ha recordado ahora que está a punto de conocer a su creador. Juan Carlos es el hijo de Regina, la esposa de Ramiro Garcés, y él va a romper el corazón de las tres hermanas, antes de caer víctima de la crueldad de su propia madre.

## Elenco
- Alejandra Maldonado .... Gabriela
- Lumi Cavazos .... Cristina
- Caridad Ravelo .... Marcela
- Osvaldo Ríos .... Juan Carlos
- Rodolfo de Anda .... Ramiro Garcés
- Edgardo Gazcón .... Daniel Corona
- Irma Infante .... Regina
- Lucy Boscana .... Madre Asunción
- Mercedes Sicardo .... Antonia
- Ángela Meyer .... Rita
- Angélica Soler .... Brigitte
- Pedro Juan Figueroa .... Lic. Rivera
- Samuel Molina .... Tomás
- Rebeca Silva .... Raquel
- Lino Ferrer .... Aldemaro de la Rosa
- Adamari López
- Maricarmen Avilés
- Jerry Segarra
- Gustavo Rodríguez
- Jorge Castro
- Alba Raquel Barros
- Irma Dorantes
- Carlos Esteban Fonseca
- Manni Gironi
- Gennie Montalvo
- Sandra Rivera
- Olga Sesto
- Gil Viera
- Magda Román .... Haydee Ramírez
- Rubén Solá .... Dir. iluminacion